# Иванова, Ева Георгиевна
Ева Георгиевна Иванова (род. 1937 год, Москва, СССР) — советская конькобежка, Мастер спорта СССР (1960). Выступала за ДСО "Спартак" (Москва).

## Биография
Родилась в 1937 году.
В 1950-х годах стала заниматься велоспортом и даже выполнила 1-й разряд, но вскоре ее уговорили перейти на коньки. В 20 лет стала профессионально заниматься конькобежным спортом, и подружилась с будущей многократной чемпионкой мира Ингой Артамоновой. Уже в 1960 году Ева дебютировала на чемпионате СССР.
В 1961 году поднялась на 4-е место в многоборье на первенстве страны, а через год стала 5-й и поехала в Финляндию на чемпионат мира в классическом многоборье, где заняла высокое 6-е место. Позже Ева Иванова участвовала на нескольких чемпионатах Союза, но выше 4-го места не поднималась, так и не стала призёром в абсолютном зачёте.
В 1968 году завершила карьеру спортсменки и перешла на тренерскую деятельность.